# ألكسندر ملادينوف
ألكسندر ملادينوف (بالبلغارية: Александър Младенов)‏ هو لاعب كرة قدم بلغاري في مركز الوسط، ولد في 25 يونيو 1982 في صوفيا في بلغاريا. شارك مع منتخب بلغاريا تحت 21 سنة لكرة القدم. أما مع النوادي، فقد لعب مع توم تومسك وسسكا صوفيا وسلافيا صوفيا ونادي كارلسروه ونادي كراسنودار ونادي لوكوموتيف صوفيا.

## وصلات خارجية
- ألكسندر ملادينوف على موقع اتحاد أوكرانيا (الإنجليزية)
- ألكسندر ملادينوف على موقع قاعدة بيانات كرة القدم.إي يو (الإنجليزية)
- ألكسندر ملادينوف على موقع بيانات كرة القدم. دي إي (الألمانية)
- ألكسندر ملادينوف على موقع Soccerway.com (الإنجليزية)
- ألكسندر ملادينوف على موقع عالم كرة القدم.نت (الإنجليزية)